# Concoide
Uma concoide (ó) ou conchoide (ó) é uma cissoide cuja segunda curva é uma circunferência centrada na origem.
Se r é o raio desta circunferência, a concoide de uma curva ρ=ρ1 (θ) possui, em coordenadas polares, as seguintes expressões:
{\displaystyle \rho =\rho _{1}(\theta )+r\,}
{\displaystyle \rho =\rho _{1}(\theta )-r\,}
Uma limaçon é uma concoide com um círculo como curva dada.